# GWR 806 Class
GWR 806 Class — последний из разработанных Джозефом Армстронгом паровозов с осевой формулой 1-2-0 грузопассажирских паровозов Большой Западной железной дороги. 20 локомотивов были построены в 1873 году на Суиндонском заводе, ещё 20 подобных паровозов были построены преемником Армстронга Уильямом Дином в 1881—1882 годах. Вторая партия имела номера 2201–2220 и отличиалась более современными бескупольными котлами (GWR 2201 Class). 806 class был похож на 717 Class, от которого отличался увеличенными на 6 ″ (152 мм) движущими колёсами.

## Эксплуатация
Большинство паровозов Армстронга работало в Южном подразделении дороги с котлами типа «сэр Дэниел», и только №№ 806, 807, 810 и 821 работали в Серверном подразделении, где были в свой срок оснащены вулвергемптонскими котлами.
«Северные» паровозы базировались в Вулвергемптоне и работали до Честера, а потом по железной дороге Оксфорда, Вустера и Вулвергемптона достигали и Оксфорда, остальные паровозы работали с пассажирскими поездами в Южном Уэльсе. Паровозы Дина были рассеяны по дороге, в последние свои годы дорабатывали с «молочными» поездами и на боковых ветках. 
Все паровозы этого типа были списаны между 1904 и 1926 годами.